# BMW M6 GT3
Pour les articles homonymes, voir GT3.
Chronologie des modèles
BMW Z4 GT3 (E89) BMW M4 GT3
BMW M8 GTE
La BMW M6 GT3 est une automobile de compétition fabriquée par le constructeur Allemand BMW. Dérivée de la BMW M6 (F12/F13) de série d'où elle tire son nom, elle est homologuée dans la catégorie GT3 de la Fédération internationale de l'automobile.

## Développement

### GT3

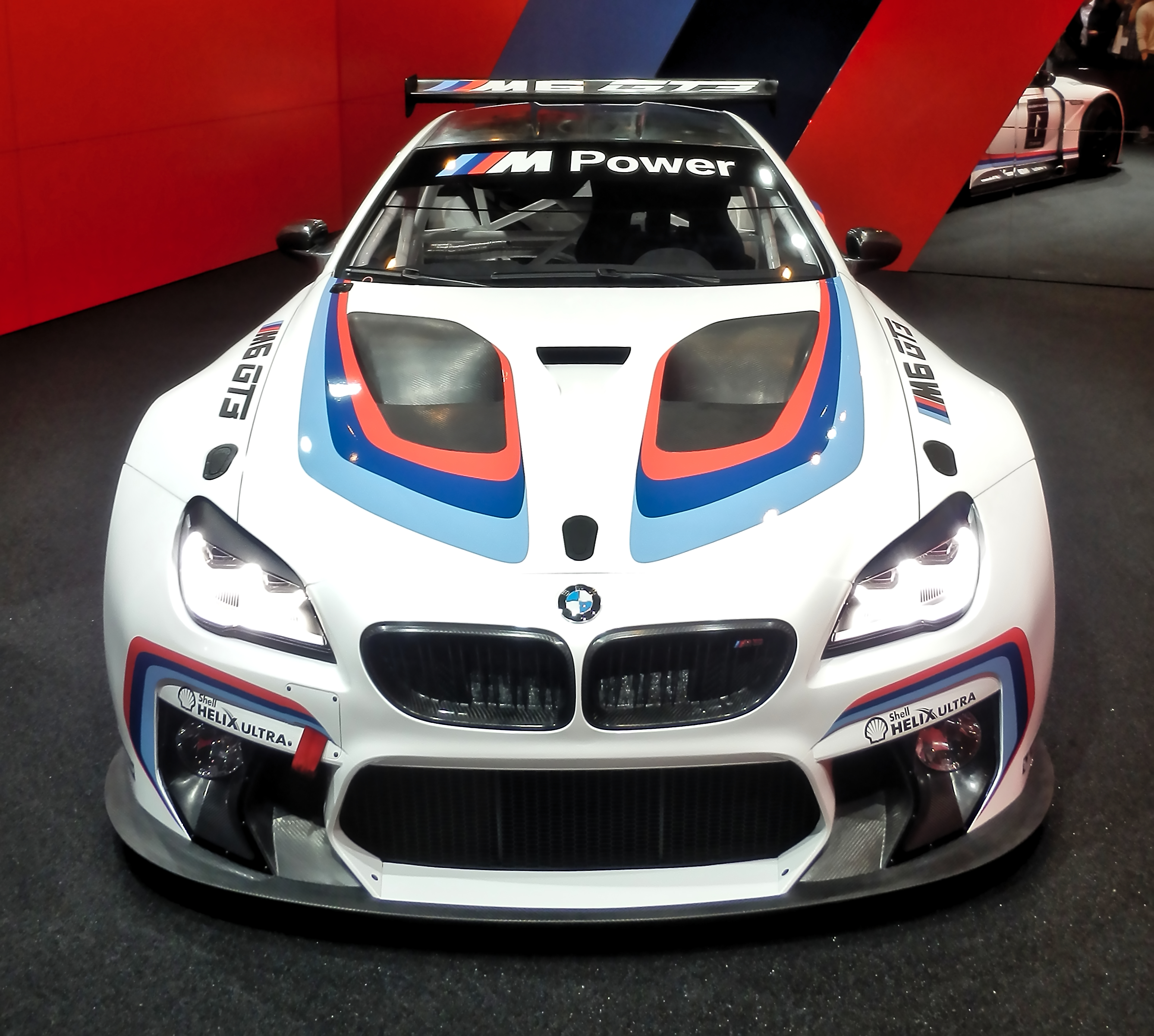
BMW M6 GT3 à sa première au Salon de l'automobile de Francfort 2015

La BMW M6 GT3 a remplacé la Z4 GT3 utilisée depuis 2010 en tant que voiture de course pour le sport client dans le Groupe GT3. Avec la M6 comme véhicule de base, BMW a voulu éliminer les principales critiques de sa prédécesseur. Le roadster BMW Z4 était plus petit que les véhicules de ses concurrents et son empattement court le rendait difficile à conduire. De plus, les moteurs de plus de six cylindres n’étaient pas disponibles pour la version de production de la Z4, qui était considérée comme trop petite pour une utilisation en course.
En l’absence d’un coupé plus petit avec un moteur V8 dans sa gamme de modèles, BMW a dû s’appuyer sur la grosse et lourde M6 (F13), ce qui impliquait des changements profonds. La masse de la voiture a été réduite de 1 925 kg pour la version standard à 1 300 kg pour la version de course, la position assise a été reculée et au milieu la transmission a été déplacée vers l’essieu arrière en tant que transmission à boîte-pont pour une meilleure répartition du poids. Il existe également d’importants changements aérodynamiques et d’autres ajustements pour les opérations de course.

### GTLM

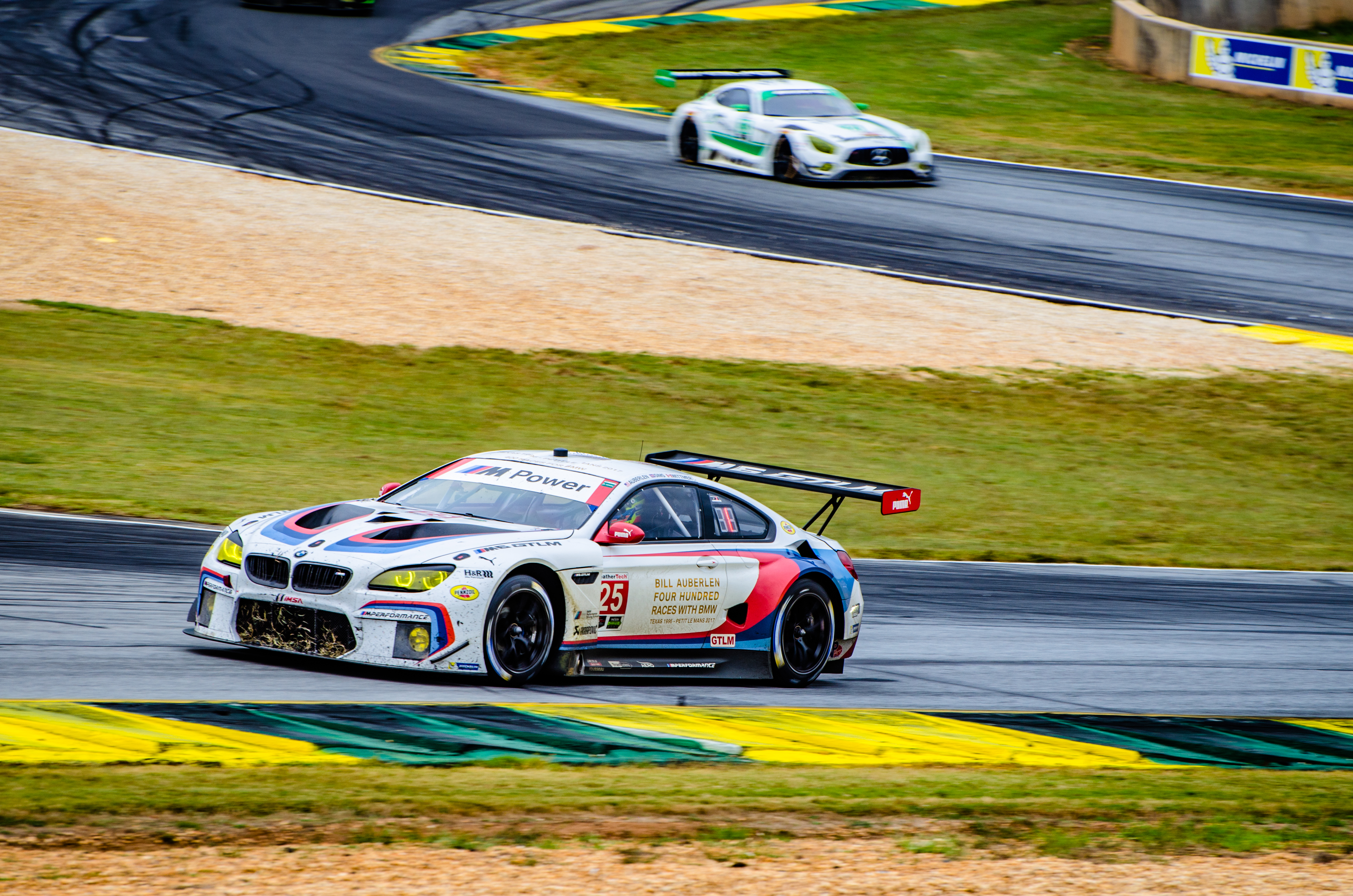
La BMW M6 GTLM engagée par le Team RLL au Petit Le Mans 2017

Dans le Championnat IMSA WeatherTech SportsCar, la M6 GTLM remplace également la BMW Z4 GTE, basée sur la Z4 E89. Le programme de développement spécifique à la M6 GTLM, géré par BMW Team RLL, qui comprenait des tests au Daytona International Speedway et au Sebring International Raceway, a débuté en novembre 2015.

## Conception du véhicule

### Carrosserie
Carrosserie autoportante en acier avec cellule de sécurité soudée selon la norme de la FIA. La carrosserie extérieure est en polymère renforcé de fibres de carbone pour répondre aux directives des voitures GT3.
Par rapport à la M6 GT3, la M6 GTLM avait une ailette de guidage d’air en moins sur le pare-chocs avant et aucune lèvre de spoiler sur le hayon.

### Moteur
Le moteur de course de la BMW M6 GT3 était basé sur le moteur de série de 4,4 litres à double turbocompresseur (appelé turbocompresseur M-TwinPower par BMW) de la BMW M6 coupé. L’alimentation en huile et le refroidissement intermédiaire ont été modifiés.

### Transmission
La puissance est transmise à l’essieu arrière via un embrayage fritté à 4 disques à commande hydraulique et une boîte de vitesses séquentielle. Les 7 vitesses se changent avec des palettes au volant. L’effet de blocage du différentiel de l’essieu arrière est réglable.

### Freins
La M6 GT3 est équipée de freins à étrier fixe à 6 pistons sur l’essieu avant et de freins à étrier fixe à 4 pistons sur l’essieu arrière.

### Roues
Les roues de la M6 GT3 et de la M6 GTLM différent en raison de la réglementation. Les pneus de l’essieu avant de la M6 GTLM sont légèrement plus petits que ceux de l’essieu arrière.

### Électronique
Diverses aides à la conduite électroniques équipent la M6 GT3, comme le système anti-blocage des roues de course (non présents sur la M6 GTLM) et l’antipatinage. Contrairement à sa prédécesseur, la M6 GT3 n’a pas de programme de correcteur électronique de trajectoire. Le cockpit comprend un volant multifonction et un écran couleur avec fonction d’enregistrement en option.

## Histoire en compétition
Depuis janvier 2016, la BMW M6 GT3 et la BMW M6 GTLM ont été utilisées dans diverses séries de courses à travers le monde. Dès la première année, des victoires ont été célébrées avec la M6 GT3 dans le VLN Langstreckenmeisterschaft Nürburgring, le Rowe Racing remporte les 24 Heures de Spa 2016 avec Maxime Martin, Philipp Eng et Alexander Sims à son volant et en Amérique du Nord dans les courses de la catégorie GTD du IMSA WeatherTech SportsCar Championship. En 2018, la team Walkenhorst Motorsport offre la deuxième victoire de cette voiture aux 24 Heures de Spa avec Philipp Eng, Tom Blomqvist et Christian Krognes (de) au volant de la no 34. La no 99 du Rowe Racing termina la course à la deuxième place. La course des 24 Heures du Nürburgring a été remportée pour la première fois en 2020.
La première victoire dans la catégorie GTLM avec la BMW M6 GTLM a été remportée en juillet 2017 aux 6 Heures du Watkins Glen International par Alexander Sims et Bill Auberlen,.
Le 18 novembre 2018, Augusto Farfus a remporté la coupe du monde FIA GT sur le circuit de Guia à Macao dans une BMW M6 GT3 de Schnitzer Motorsport.

## Art Car
L’artiste chinois Cao Fei a conçu une M6 GT3 noir carbone en tant que BMW Art car. La peinture non réfléchissante permet une interaction avec la technologie numérique (application téléchargeable dans l’app store sous "BMW Art Car #18").

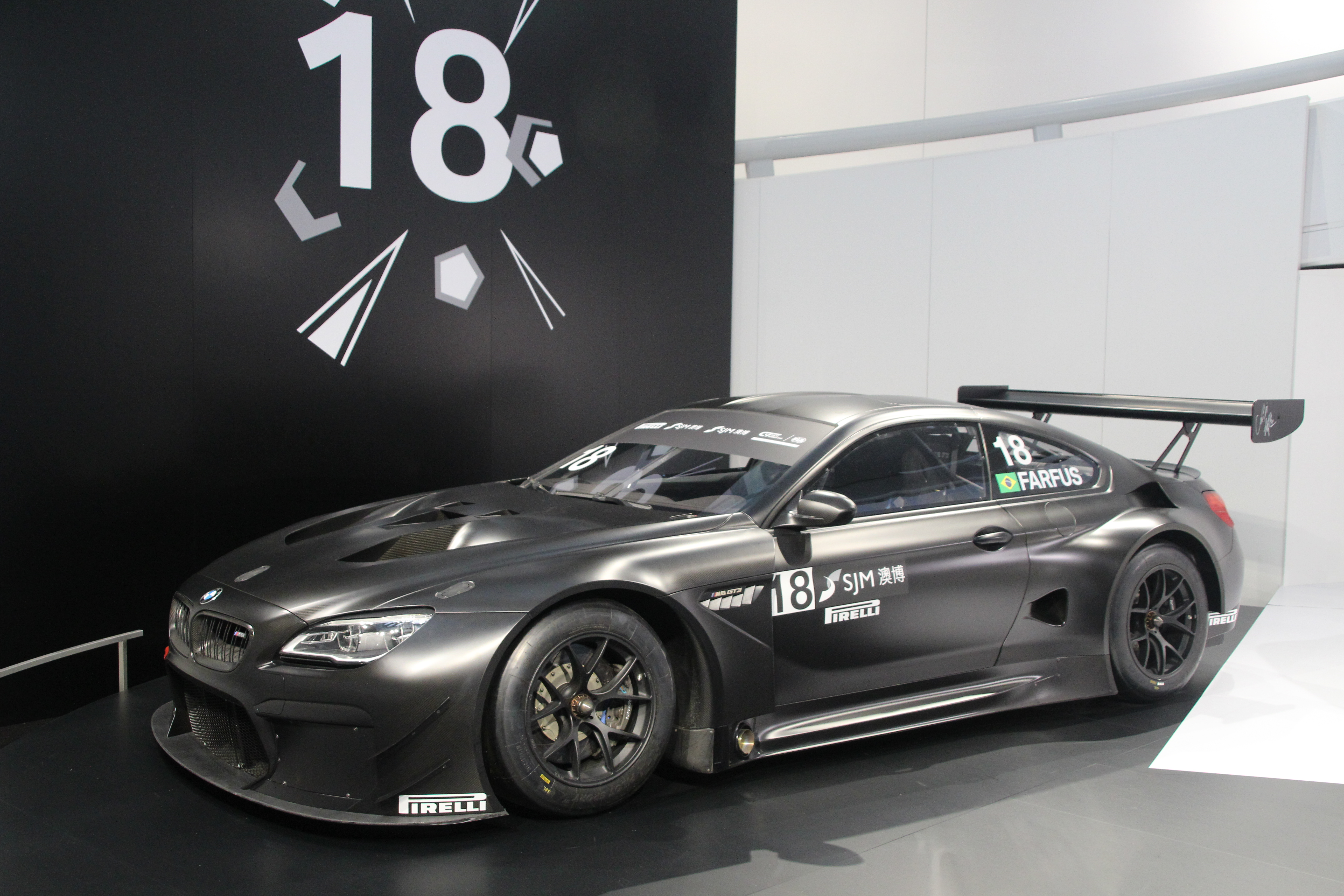
M6 GT3 par Cao Fei sans installation numérique
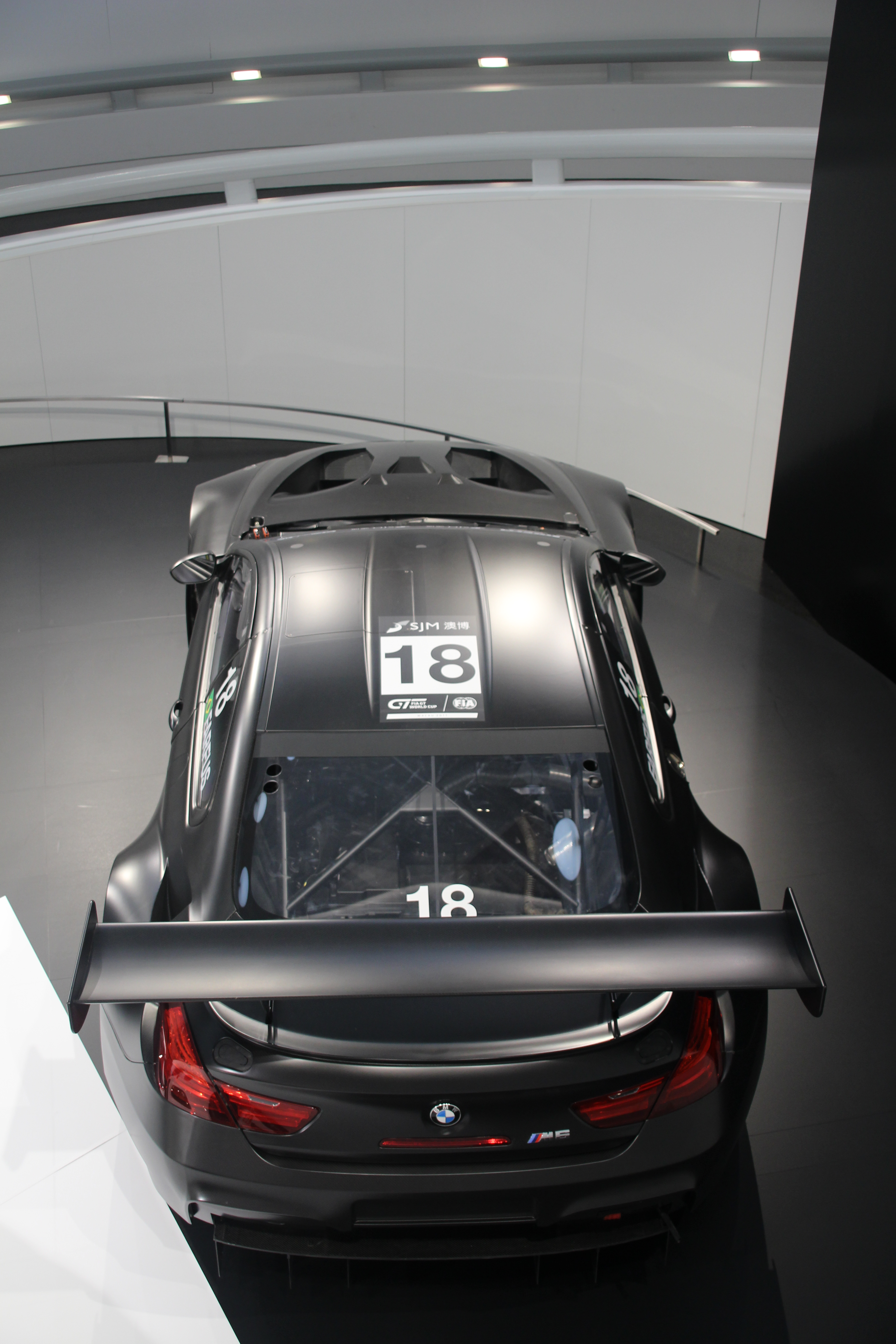
Vue de dessus